# Empoasca unicornis
Empoasca unicornis är en insektsart som beskrevs av Rowland Southern 1982. Empoasca unicornis ingår i släktet Empoasca och familjen dvärgstritar. Inga underarter finns listade i Catalogue of Life.